# Slow Down (singel)
Slow Down – drugi singel amerykańskiej piosenkarki Seleny Gomez, promujący jej pierwszy album studyjny, zatytułowany Stars Dance. Po raz pierwszy został wydany 3 czerwca 2013 przez wytwórnię Hollywood Records, jako singel promocyjny. Ostatecznie, Gomez wydała go 13 sierpnia, jako pełnoprawny singel. Twórcami tekstu utworu są Lindy Robbins, Julia Michaels, Niles Hollowell-Dhar, David Kuncio i Freddy Wexler, natomiast jego produkcją zajęli się The Cataracs oraz David Kuncio.
„Slow Down” jest utrzymany w stylu muzyki dance-pop i EDM. Utwór otrzymał mieszane recenzje od krytyków muzycznych; niektórzy chwalili jego chwytliwość i produkcję, a inni krytykowali wpływ EDM. Singel uzyskał umiarkowany sukces komercyjny na listach przebojów.
Teledysk przedstawia piosenkarkę, która śpiewa podczas jazdy samochodem, na imprezie oraz ulicy w Paryżu. Wideo zostało wyreżyserowane przez Philipa Andelmana. Aby promować piosenkę Gomez wykonywanała m.in. w Good Morning America, The Tonight Show with Jay Leno, Late Show with David Letterman i Surprise Surprise. Singel był wykonywany na trasie Stars Dance Tour.

## Lista utworów
- Digital EP[1]

1. „Slow Down” – 3:30
2. „Lover In Me” – 3:28
3. „I Like It That Way” – 4:11
4. „Come & Get It” (Cosmic Dawn Club Remix) – 6:29

- Digital remixes – EP[2]

1. „Slow Down” (Chew Fu Refix) – 5:48
2. „Slow Down” (Danny Verde Remix) – 6:49
3. „Slow Down” (Djlw Remix) – 6:56
4. „Slow Down” (Jason Nevins Remix) – 5:54
5. „Slow Down” (Smash Mode Remix) – 5:21

- Reggae remixes[3]

1. „Slow Down” (Sure Shot Rockers Reggae Remix) – 7:15
2. „Slow Down” (Sure Shot Rockers Reggae Radio Edit) – 3:38
3. „Slow Down” (Sure Shot Rockers Reggae Dub Remix) – 3:16

## Nagrania i personel
Opracowano na podstawie materiału źródłowego.
Nagrywanie i zarządzanie
- Miksowane w MixStar Studios (Virginia Beach, Wirginia)
- Nagrane w Sterling Sound (Nowy Jork)
- Hey Kiddo Music (ASCAP), All Rights administered by Kobalt Songs Music Publishing (ASCAP); Bok Music/Screaming Beauty Music (BMI); Sony/ATV Tunes LLC/Indie Pop Music (ASCAP); David Kuncio (ASCAP)/The Real Brain Publishing (BMI); Electric Fuzz Publishing (BMI)

Personel
- Selena Gomez – wokal
- Lindy Robbins – autorka tekstu
- Julia Michaels – autorka tekstu
- Niles Hollowell-Dhar – autor tekstu, producent (w imieniu The Cataracs), producent wokalu
- David Kuncio – autor tekstu, koprodukcja
- Freddy Wexler – autor tekstu
- Serban Ghenea – miksowanie
- John Hanes – inżynier miksowania
- Chris Gehringer – mastering

## Notowania i certyfikaty
| Lista (2013)                          | Najwyższa pozycja |
| ------------------------------------- | ----------------- |
| Australia (Top 50 Singles)            | 93                |
| Austria (Ö3 Austria Top 40)           | 71                |
| Belgia (Ultratop 50 Singles, Walonia) | 40                |
| Czechy (Rádio – Top 100)              | 12                |
| Francja (Top Singles & Titres)        | 31                |
| Irlandia (Singles Chart)              | 98                |
| Kanada (Billboard Canadian Hot 100)   | 29                |
| Korea Południowa (Gaon Chart)         | 15                |
| Stany Zjednoczone (Hot 100)           | 27                |
| Wielka Brytania (UK Singles Chart)    | 106               |

| Lista (2013)                             | Najwyższa pozycja |
| ---------------------------------------- | ----------------- |
| Stany Zjednoczone (Hot Dance Club Songs) | 48                |

| Państwo                  | Status          |
| ------------------------ | --------------- |
| Meksyk (AMPROFON)        | złota płyta     |
| Stany Zjednoczone (RIAA) | platynowa płyta |
| Wenezuela (APFV)         | złota płyta     |

## Historia wydania
| Region            | Data             | Format                                           | Wytwórnia | Źródło                |
| ----------------- | ---------------- | ------------------------------------------------ | --------- | --------------------- |
| Świat             | 3 czerwca 2013   | digital download (wydany jako singel promocyjny) | Hollywood | [ potrzebny przypis ] |
| Stany Zjednoczone | 13 sierpnia 2013 | Mainstream radio                                 | Hollywood | [ 18 ]                |
| Stany Zjednoczone | 20 sierpnia 2013 | Digital remixes – EP                             | Hollywood | [ 2 ]                 |
| Brazylia          | 6 września 2013  | Digital EP                                       | Hollywood | [ 19 ]                |
| Norwegia          | 6 września 2013  | Digital EP                                       | Hollywood | [ 20 ]                |
| Wietnam           | 6 września 2013  | Digital EP                                       | Hollywood | [ 21 ]                |
| Włochy            | 13 września 2013 | Mainstream radio                                 | Universal | [ 22 ]                |
| Wielka Brytania   | 9 lutego 2014    | Digital EP                                       | Hollywood | [ 1 ]                 |